# Nauru
Republika Nauru [næˈuː.ɹuː] je otočna država u Tihom oceanu nedaleko od ekvatora. Po površini je nešto manja od otoka Vira, a po stanovništvu nešto manja od grada Vrbovca. Ova zemlja je najmanja izvaneuropska država i najmanja svjetska republika, te jedina država na svijetu bez glavnog grada. Najbliže okolne države su Savezne Države Mikronezije na zapadu, Maršalovi Otoci na sjeveru, Kiribati na istoku i Solomonski Otoci na jugu.
Nakon tisuća godina vladavine naroda mikronezijskog i polinezijskog podrijetla, otok je kolonizirala Njemačka pred kraj 19. stoljeća, da bi poslije Prvog svjetskog rata potpao pod upravu Australije, Novog Zelanda i Ujedinjenog Kraljevstva. Nakon japanske okupacije tijekom Drugog svjetskog rata, ponovno je uspostavljena uprava ovih triju zemalja. Nauru je svoju neovisnost stekao 1968. godine.
Kao otok bogat fosfatima, glavna gospodarska aktivnost od 1907. godine bila je vađenje i izvoz ovog dobra. Iscrpljivanjem ovih rezervi, okoliš otoka ostao je teško narušen, a bogatstvo države ubrzano se počelo smanjivati. Kako bi održala visoki standard života, vlada Naurua je kratko u 1990-ima od države stvorila porezni raj i središte za pranje novca. Od 2001. godine, gospodarstvo se održava uz pomoć australske vlade, koja za uzvrat od Naurua traži čuvanje tražitelja azila koji pokušavaju ući u Australiju.

## Etimologija
Podrijetlo riječi „Nauru“ nije poznato. Nauruanci su prije, kao i danas zvali svoj otok „Naoero“. Nijemac Paul Hambruch koji je boravio na otoku u svibnju 1909. i od rujna do studenog 1910., smatrao je da je riječ Naoero nastala kao spoj riječi „a-nuau-a-a-ororo“ (moderno: „A nuaw ea arourõ“), što bi značilo „Ja idem na plažu“. Elzašanin Alois Kayser, koji je na Nauruu proveo 30 godina i koji je intenzivno učio nauruanski, odbio je Hambruchovo objašnjenje koje je smatrao manjkavim.
Otok je tijekom povijesti imao mnoga imena: Engleski kolonijalisti su ga prije 1888. zvali Pleasant Island ili Shank Island, dok su ga njemački kolonijalni vladari nazivali Nawodo ili Onawero.
Riječ „Nauru“ nastala je kasnije od riječi „Naoero“, kako bi govornici engleskog jezika ispravno izgovarali ime otoka.

## Povijest
Prvi naseljenici Naurua bili su Mikronezijci i Polinezijci prije više od 3 000 godina. Tradicionalno je na otoku postojalo 12 klanova ili plemena koje danas predstavlja dvanaestokraka zvijezda na zastavi države. To su plemena Deiboe, Eamwidamit, Eamwidara, Eamwit, Eamgum, Eano, Emeo, Eoraru, Irutsi (nestali), Iruwa, Iwi (nestali) i Ranibok. Nauruanci su svoje podrijetlo pratili po ženskoj liniji.
Britanski kapetan i lovac na kitove John Fearn bio je prvi Europljanin koji je posjetio otok 1798. godine, te ga je nazvao Pleasant Island. Od sredine 1830-ih Nauruanci su imali kontakte s europskim kitolovcima i trgovcima koji su na otoku obnavljali svoje zalihe. Otočani su trgovali hranom za palmino vino i oružje koje je kasnije korišteno u desetogodišnjem ratu koji je počeo 1878. godine, te kojim je stanovništvo otoka smanjeno s 1400 na 900 osoba. Otok je anektirala Njemačka 1888. godine, te ga priključila njemačkom protektoratu Maršalovih otoka. Dolazak Nijemaca okončao je rat, a kraljevi su počeli vladati otokom, od kojih je najpoznatiji kralj Auweyida. Kršćanski misionari s otočja Gilbert došli su na otok isto 1888. godine.
Fosfate je 1900. godine na otoku otkrio Albert Ellis, a u dogovoru s Njemačkom je Pacific Phosphate Company počela izrabljivati nalazišta 1906. godine. Prva izvezena pošiljka bila je 1907. godine. Nakon izbijanja Prvog svjetskog rata, otok su zauzele australske snage 1914. godine. Nakon rata je Liga naroda mandat nad teritorijem dala Ujedinjenom Kraljevstvu, koje je dogovorilo dijeljenje te dužnosti s Australijom i Novim Zelandom 1923. godine. Vlade ovih država potpisale su sporazum (Nauru Island Agreement) 1919. godine, čime je stvorena Britanska komisija za fosfate (British Phosphate Commission), koja je preuzela prava za vađenje fosfata.
Japanske snage zauzele su otok 26. kolovoza 1942. godine. Zračna pista koju su sagradili Japanci na otoku bombardirana je u ožujku 1943., kako bi se spriječila opskrba otoka. Japanci su deportirali 1200 Nauruanaca kako bi služili kao radna snaga na otocima Chuuk gdje ih je 463 preminulo. Otok je oslobođen 13. rujna 1945. godine, kada su se dolaskom australskog ratnog broda HMAS Diamantina japanske snage predale. Deportirani Nauruanci vraćeni su s otoka Chuuk u siječnju 1946. brodom Trienza. Godine 1947. UN je dodijelio upravljanje otokom ponovno Australiji, Ujedinjenom Kraljevstvu i Novom Zelandu. Nauru je počeo sa samostalnim upravljanjem u siječnju 1966. godine, a potpuno neovisna država postao je 1968., pod vodstvom predsjednika Hammera DeRoburta. Godine 1967., Nauruanci su od BPC-a otkupili prava na izrabljivanje te je u lipnju 1970. godine, osnovano lokalno društvo za vađenje fosfata pod nazivom Nauru Phosphate Corporation. Ovo nacionalizirano društvo omogućilo je Nauruu jedan od najvećih standarda života u Pacifiku, te je ova zemlja u to vrijeme bila druga najbogatija zemlja svijeta (per capita).
Godine 1989., država je podnijela tužbu protiv Australije na Međunarodnom sudu pravde zbog spornih poteza na Nauruu za vrijeme australskog upravljanja, ovo se posebno odnosilo na nespriječenu ekološku štetu koja je nastala zbog vađenja fosfata. Ovaj spor riješen je izvansudskom nagodbom koja je uključivala obnavljanje izrabljenih područja na Nauruu. Smanjivanjem rezervi fosfata dogodio se i gospodarski pad, što je dovelo do političke nestabilnosti koja traje od sredine 1980-ih. Samo u razdoblju od 1989. do 2003. godine, vlast se promijenila 17 puta. Posljednjih godina u vodstvu zemlje izmjenjivali su se René Harris i Bernard Dowiyogo, da bi nakon Dowiyogove smrti u ožujku 2003., Ludwig Scotty bio izabran kao predsjednik. Scotty je puni mandat dobio u listopadu 2004. godine.
Zadnjih godina, važan dio državnih prihoda čini australska pomoć. Za ovu pomoć Nauru upravlja centrom za azilante u kojeg se upućuju većinom izbjeglice. Jedna od takvih skupina tražitelja azilanata koju su činile 433 osobe iz raznih zemalja, spašena je u moru i upućena u Nauru detention centre 2001. godine. Australska vlada i dalje šalje ovakve skupine na Nauru.

## Zemljopis
Otok se nalazi u zapadnom Tihom oceanu na 0° 32’ južne zemljopisne širine i 166° 55’ istočne zemljopisne dužine. Najbliži otok je Banaba koji se nalazi 290 km istočno i koji je također bogat fosfatima (treći značajni otok u Tihom oceanu koji je bogat ovim resursom je Makatea u otočju Tuamotu u Francuskoj Polineziji). Nauru ima isključivi gospodarski pojas površine od 308 480 km² (zajedno s teritorijalnim vodama od 570 km²), koji graniči s pojasom Kiribata na istoku 290 km do otoka Banaba) i s Maršalovim Otocima na sjeveru (600 km do atola Ebon). U relativnom susjedstvu nalaze se Mikronezija (Kosrae) na sjeverozapadu, Solomonski Otoci na jugozapadu, Papua Nova Gvineja (otočje Bismarck) na zapadu i Tuvalu na jugoistoku.
Nauru je atol koji se nalazi na vrhu podvodnog ugaslog vulkana. Koralji sežu do 2000 metara duboko u more, a nalaze se maksimalno 60 metara iznad mora. Ova najviša točka otoka nalazi se u istočnom Aiwu, a poznata je pod nazivom Command Ridge. U usporedbi s ostalim atolima Nauru ima vrlo malu lagunu. Već jedan kilometar od obale dubina mora prelazi 1000 metara.  U unutrašnjosti otoka nalaze se fosfati koji su nastali od izmeta morskih ptica. Oko 2 km² otoka je šumovito.
Zbog blizine ekvatora (42 km sjeverno), temperature su poprilično ujednačene tijekom cijele godine, s mjesečnim prosjekom od 27,5 °C. Tijekom dana temperature su između 26 i 35 °C, te između 25 i 28 °C tijekom noći. Godišnje padaline poprilično variraju, te ovise o fenomenu El Niño. Godišnji prosjek padalina je 1900 mm.
Globalno zagrijavanje izravno utječe na Nauru, jer drastični rast razine mora prijete nestajanju otoka. Zbog ovog problema vlada je više puta tražila akciju od UN-a i sastanke s SAD-om i drugim industrijskim zemljama.

### Flora i fauna
Na Nauruu ne postoje velike životinje; osim kukaca ovdje prebivaju samo morske ptice, kao npr. Fregata minor. Na otoku postoji samo jedna vrsta pjevica, a to je Acrocephalus rehsei, što je ovdje endemska vrsta. Na otoku je moguće često vidjeti i mačke, pse i svinje, koji su dovezeni iz inozemstva.
Od biljnog svijeta na otoku se mogu naći kokosove palme, pandanusi, smokve, hibiskusi i sl. Mnogo biljnog svijeta nestalo je zbog degradacije okoliša koju je uzrokovalo rudarenje.
Što se tiče morskog okoliša (pogotovo koraljnog pojasa koji okružuje otok) on je poprilično ugrožen, također zbog izrabljivanja fosfata i urbanizacije. Ovdje su prije u velikom broju živjeli mekušci i rakovi.

## Politika
Po političkom ustroju Nauru je parlamentarna demokratska republika.

### Politički sustav
Politički sustav sastoji se od sljedećih elemenata:
- Kabinet (Cabinet, predsjednik i ministri; najviši dužnosnici izvršne vlasti)
  - predsjednik države na dužnosti: Russ Kun
- Državni tajnik (Chief Secretary)
  - državna tajnica na dužnosti: Camilla Solomon
- Parlament (Parliament, the House; najviši dužnosnici zakonodavne vlasti)
- Predsjednik parlamenta i zamjenici (Speaker/Deputy Speaker)
  - predsjednik parlamenta na dužnosti: Marcus Stephen
- Parlamentarni tajnik (Clerk)
  - parlamentarna tajnica na dužnosti: Helen Bogdan (Australija)
- Predsjednik Vrhovnog suda (Chief Justice; najviši dužnosnik sudbene vlasti)
  - predsjednik Vrhovnog suda na dužnosti: Barry Connell
- ostali suci (Court Judges)
- Vrhovni sud (Supreme Court)

U nauruškom parlamentu, poznatim pod imenom House, nalazi se 18 zastupnika koji se obično biraju svake tri godine. Zastupnici između sebe biraju predsjednika države koji se obično imenuje nakon nacionalnih parlamentarnih izbora, te je to obično zastupnik iz zastupničke skupine koja ima relativnu većinu u parlamentu. Predsjednik tada imenuje članove kabineta, koji se sastoji od pet ili šest ministara. Predsjednik je ujedno i poglavar države i šef vlade.
Pogledajte i: Popis predsjednika Naurua

### Političke stranke
U državi postoji manji višestranački sustav. Dvije službene stranke, suprotne političke orijentacije su Naoero Amo i Democratic Party of Nauru. Također postoji još jedna neslužbena politička stranka imena Centre Party. Obje stranke su stvorene kako bi se ojačala uloga parlamenta. Danas je Naoero Amo najvažnija politička stranka, dok DPN i CP imaju malu političku moć.
- Naoero Amo, Nauru First Party; kršćansko-liberalna (službena)
- Demokratska stranka Naurua, Democratic Party (službena; bivša neslužbena Nauru Party)
- Stranka centra, Centre Party; kršćansko-konzervativna (neslužbena)

### Pravni sustav
Nauruški pravni sustav temelji se na engleskom sustavu (Common Law) i na odlukama nauruškog parlamenta. Predsjednika Vrhovnog suda imenuje predsjednik države. Žalbe na odluke tog suda rješava prizivni sud (Appellate Court) koji se sastoji od dva suca. Žalbe ove vrste u praksi su iznimno rijetke. Parlament nema pravo opozvati sudske odluke. Okružni sudac nalazi se na čelu okružnog suda koji između ostalog bilježi rođenja, vjenčanja i smrti stanovništva.

### Izborni sustav
Nauruški izborni sustav funkcionira po principu prioriteta kojim glasači određenog izbornog okruga izabiru kandidate. Glasovati može bilo koja osoba koja je starija od 20 godina i ima nauruansko državljanstvo. Izborni kandidat mora zadovoljavati navedene uvjete, te mora predati svoju kandidaturu uz potpise dva ili više glasača najkasnije 14 dana prije izbora.
Izborni okruzi u Nauruu su:
| - Aiwo - Anabar - Anetan - Boe | - Buada - Meneng - Ubenide - Yaren |

### Sigurnost
Nauru ne posjeduje vojne obrambene snage, već je za obranu zemlje neslužbeno odgovorna Australija. Za unutarnju sigurnost zemlje odgovorne su omanje policijske snage. Najveći prekršaji u državi svode se na krađe bicikala, provale u automobile i ometanje privatnih posjeda.

### Vanjska politika
Republika Nauru održava bliske diplomatske odnose s Australijom, Fidžijem, Velikom Britanijom, Indijom, Japanom, Novim Zelandom, Filipinima, Južnom Korejom, Tajvanom, Tajlandom i SAD-om.(Kompletan popis)
U kolovozu 2005. Nauru je zajedno s Kiribatima, prekinuo diplomatske odnose s Francuskom, zbog francuskih nukulearnih pokusa u Pacifiku. Odnosi su ponovno uspostavljeni dvije godine kasnije, a ojačani su kratkim sastankom predsjednika Ludwiga Scottya s francuskim predsjednikom Jacquesom Chiracom u Francuskoj Polineziji 2003. godine.
21. lipnja 2002. godine, Nauru koji je dotad službeno priznavao Tajvan, prekinuo je diplomatske odnose sa službenim Taipeijm, te uspostavio diplomatske odnose s Narodnom Republikom Kinom. Tadašnji nauruanski predsjednik René Harris potpisao je taj sporazum u Hong Kongu s kineskim zamjenikom ministra vanjskih poslova Zhouom Wenzhongom. Zbog toga je Nauru od Kine primio višemilijunsku financijsku pomoć. S ovim činom broj država koje priznaju Tajvan u to vrijeme pao je na 27.
4. ožujka 2004. godine, nauruški veleposlanik pri UN-u Vinci Clodumar i islandski predstavnik Hjálmar Hannesson potpisali su sporazum o uspostavljanju diplomatskih odnosa između Islanda i Naurua. Odnosi su uspostavljeni ponajviše radi pomoći u ribolovnoj industriji.
U ožujku 2005. godine, kineski zamjenik ministra vanjskih poslova Yang Jiechi je nakon sastanka s predsjednikom Scottyem izrazio želju za većim diplomatskim odnosima tih dviju zemalja. Scotty je tad izjavio da podržava ujedinjenje Kine s Tajvanom. 9. svibnja 2005. Scotty i tajvanski predsjednik Chen Shui-bian kratko su se sastali u Majuru, te su pet dana nakon toga nastavljeni diplomatski odnosi između Naurua i Tajvana. Scotty je opravdavao ovaj potez izjavom da je prekid odnosa s Tajvanom kojeg je napravio René Harris bio pogreška, te da je on uvijek bio protiv toga. Za pomoć koju Tajvan pruža Nauruu u razvoju obrazovanja, poljoprivrede, ribarstva i turizma, Nauru podupire ulazak Tajvana u neke međunarodne organizacije.
21. siječnja 2006. godine, otvoren je nauruški konzulat u Bangkoku u Tajlandu, godinu dana nakon uspostavljanja diplomatskih odnosa između ove dvije zemlje.

### Članstvo u međunarodnim organizacijama
Nauru je član sljedećih međunarodnih organizacija: AKP, Azijska banka za razvoj, Commonwealth, ESCAP, Organizacija međunarodnog civilnog zrakoplovstva, ICC, Intelsat, Interpol, Međunarodni olimpijski odbor, Međunarodna telekomunikacijska unija, IWC, Organizacija za zabranu kemijskog oružja, Forum pacifičkih otoka, Komisija za Južni Pacifik, Sparteca, Ujedinjeni narodi, UNESCO, UPU, Svjetska zdravstvena organizacija.

## Stanovništvo
Od 13 048 stanovnika otoka, 58% su Nauruanci, 26% su s drugih pacifičkih otoka (Kiribati, Tuvalu,  Filipini), 8% su Kinezi, te 8% su Europljani. Prosječna očekivana životna dob od 62 godine (muškarci 58,8, žene 66,1) je relativno niska. Razlog ovome je veliki broj oboljelih od dijabetesa. Godine 2003., 30,2 % odraslog stanovništva bolovalo je od ove bolesti. Tako je Nauru zemlja s najvećim postotnim brojem dijabetičara. Također je stanovništvo Naurua jedno od najpretilijih društava na svijetu i smatra se da preko 90% stanovništva ima prekomjernu tjelesnu težinu.
Godišnja stopa rasta stanovništva iznosi 1,87 %; 38,2 % stanovništva mlađe je od 14 godina, 60 % staro je između 15 i 64 godina, a 1,9 % stanovnika starije je od 64 godine. Postotak mrtvorođenih iznosi 1,014 %. Stopa fertiliteta je 3,61 dijete po ženi. Stopa nataliteta iznosi 2,73 %, dok je stopa mortaliteta 0,72 % godišnje. Postotak pismenog stanovništva je preko 99 %, što je najveći postotak od svih država u Oceaniji, te jedan od najvećih na svijetu, a zasluga je velikih državnih ulaganja u obrazovanje. Na jednog liječnika u zemlji dolazi 700 stanovnika.

## Jezici
Na Nauruu se govore 3 jezika od kojih je nauruški službeni 6.000 (Bender and Rehg 1991), engleski nacionalni 710 (2000), a treći je kineski pidžin engleski, za koji nije poznat broj govornika.

## Religija
Danas u Nauruu većinu stanovništva čine kršćani. Najveći broj Nauruanaca su protestanti (ukupno 57 %). Oko 44 % stanovništva pripada nezavisnoj protestantskoj crkvi Nauru Congregational Church. Glavna crkva nalazi se u Aiwu, a postoje i kapelice u okruzima Meneng, Buada, Anabar i Nibok. Ostalih 13 % protestanata su evangelisti.
Oko 24 % stanovništva su katolici. U Yarenu postoji katolička crkva i jedna škola, a u Ewi postoji Kayser College koji je nazvan po njemačkom katoličkom misionaru Aloisu Kaysersu. Oko 5 % stanovništva su budisti i taoisti, a 2 % su bahaisti.
Oko 7 % stanovništva otoka sljedbenici su izvorne nauruške religije, što je svojevrsna reakcija na veliki utjecaj zapadne kulture i dominaciju kršćanstva na otoku. Izvorna nauruška religija je monoteistička vjera koja uključuje vjerovanje u božicu Eijebong i u otok duhova Buitani. Sljedbenici vjeruju da je nebo i more stvorio pauk imena Areop-Enap.

## Politička podjela
Nauru se sastoji od 14 okruga. Granice okrugova odgovaraju prijašnjim granicama područja u kojima su do 1968. postojala sela.
| - Aiwo - Anabar - Anetan - Anibare - Baiti - Boe - Buada | - Denigomodu - Ewa - Ijuw - Meneng - Nibok - Uaboe - Yaren |

## Gospodarstvo
Gospodarstvo otoka se još uvijek najvećim dijelom osniva na izrabljivanju fosfata.
Nauru je imao vrlo bogata nalazišta ovog dobra. Fosfati su nastali kemijskim procesom koji se odvijao milijunima godina od guana morskih ptica koje i danas svojim migracijama u velikom broju posjećuju otok. Oko 75 % BNP-a činio je izvoz ovog dobra. Najveći dio ovih velikih prihoda od izvoza ovog dobra dan je na raspolaganje stanovništvu Naurua. Do 2001. godine sve zdravstvene usluge bile su besplatne, a za javne usluge nisu se tražila nikakva davanja. Time je bila osigurana sasvim ugodna egzistencija stanovništvu otoka. U ovom razdoblju je u prosjeku svaki Nauruanac imao dva do tri automobila i jedan motorni brod, a također su bili prilično uobičajeni izleti zrakoplovom u Australiju većinom radi kupovine. Ovaj raskošni životni stil koji je bio popraćen brojnim proslavama rezultirao je činjenicom da danas više od polovice stanovništva ima problema s pretilošću i/ili dijabetesom što je većinom uzrokovano nezdravom prehranom.
Od 2000. godine izrabljivanje fosfata je minimalizirano zbog izrabljenosti nalazišta. U ovoj industriji je ipak zaposlena polovica radno aktivnog stanovništva otoka. Osoblje zaposleno u ovoj industriji najvećim dijelom sačinjeno je od imigranata s Kiribata, Tuvalua, Filipina, te iz Hong Konga, Australije i Novog Zelanda. Ovi radnici i njihove obitelji čine oko 40 % stanovništva otoka.
Vlada države je također pokušala osigurati visoki životni standard i bez fosfatske industrije. Zbog toga je osnovan fond za stjecanje nekretnina i dionica u susjednim pacifičkim zemljama, kao i u SAD-u i Australiji, te je izgrađen neboder Nauru House u Melbourneu. Također pokušano je stvoriti od otoka tzv. porezni raj za međunarodnu trgovinu. Ipak, zbog niza loših investicija i korupcije u vladi, država je izgubila većinu svog bogatstva. Također je došlo i do smanjenja plaća, jer je država u enormnim dugovima.
Trenutno vlada otoka pokušava svoje obveze podmiriti uz pomoć Australije koja je do nezavisnosti bez naknade izrabljivala nalazišta fosfata. Australija Nauruu plaća i za smještaj izbjeglica, što trenutno čini gotovo kompletne prihode ove države. Nauru također od svojih kreditora pokušava dobiti reprogramiranje dugova, te od UN-a traži subvencije. Prodajom Nauru Housea u rujnu 2004., otplaćeni su dugovi General Electricu.
S bogatstvom nestale su i besplatne usluge. Zdravstvena njega više nije besplatna,a porezi su podignuti. Za budućnost nada se polažu u ribarstvo, koje danas ne igra važnu ulogu u gospodarstvu. Poljoprivreda je ograničena zbog poroznog tla i nepravilnih padalina. Kulture koje se mogu naći u obalnom području su kokosove palme, banane, ananas i ponešto povrća. Poljoprivredne površine se sad pokušavaju dobiti zatrpavanjem bivših nalazišta fosfata. Oko 20 % stanovništva u svojim vrtovima bave se manjom poljoprivredom.
Istraživanja tla provedena u rujnu 2004. godine, pokazala su da nalazišta fosfata još nisu u potpunosti iscrpljena, te su provedena daljnja istraživanja. U prosincu 2004. je nakon mnogih mjeseci prekida opet izvezena veća količina fosfata; brodom je u Južnu Koreju izvezeno oko 10.000 tona.
Sva električna energija na otoku proizvodi se u elektrani Power House u Aiwu, ipak strujni prekidi su vrlo česti. Pitka voda se, kao i gotovo sve namirnice, uvozi iz Australije s brodovima. Budući da je pitka voda veliki problem, izgrađeno je postrojenje za desalinizaciju morske vode.
Industrijski sektor ne igra veliku ulogu u gospodarstvu. Jedini veći poslodavac je nacionalna rafinerija za fosfate. Nedavnim ukidanjem radnih mjesta nezaposlenost je porasla za 10 %. Važan gospodarski stup čini tercijarni sektor u kojem je zaposleno oko 35 % stanovništva. Najveći poslodavci su društvo za vađenje fosfata (Nauru Phosphate Royalties Trust), nacionalni pomorski prijevoznik (Nauru Pacific Line) i nacionalni zračni prijevoznik (Air Nauru), koji povremeno prestaje s radom ako nije u mogućnosti financirati gorivo ili popravke. Oba ova prijevoznika velikim dijelom potpomaže država.

### Infrastruktura
Cestovna mreža sastoji se od 41 kilometra cesta, od čega je 29 kilometra asfaltirano. Ova cestovna mreža većinom se nalazi oko obale otoka. Ostatak cesta koje su neasfaltirane vode do Nauruškog društva za fosfate koje se nalazi u središnjem dijelu otoka.
Jedina željeznička pruga dugačka je oko pet kilometara, a služila je za prijevoz rude iz zapadnog Anibarea u središnjem dijelu otoka do prerađivačkog postrojenja u Aiwu.
Javni prijevoz odvija se autobusima koji staju kraj hotela u Aiwu i Menengu, zračne luke u Yarenu, bolnice u Denigomoduu i Nauru Collegea u Ewi. Iznamljivanje automobila moguće je u hotelu Menen.
Međunarodni promet ostvaruje se preko međunarodne pomorske luke (Luka Aiwo) i međunarodne zračne luke (Zračna luka Nauru). Let iz Europe (Frankfurta) do Yarena, uz stajanja traje oko 30 sati. U prosincu 2005. godine, jedini zrakoplov Air Naurua (današnjeg imena Our Airline) zaplijenjen je u Melbourneu zbog neplaćanja dugova. Zbog toga je ova otočna država praktički bila izolirana sve do rujna 2006. godine, kada je uz financijsku pomoć Tajvana uspjela kupiti rabljeni Boeing 737. Ova financijska pomoć pružena je Nauruu zbog diplomatskog priznavanja Tajvana, umjesto NR Kine.

### Turizam
Otok je moguće obići pješice u jednom danu. Turistički su popularni vojni ostaci iz rata na Pacifiku, kao bunkeri japanske vojske uz obalu. Mnogo predmeta nalaze se izloženi u Nauruškom muzeju (Nauru Museum). U unutrašnjosti otoka nalaze se rudnici fosfata, čime je nakon izrabljivaja uništena priroda.
Najljepšom plažom države smatra se Anibare Bay, na kojoj se nalazi Menen Hotel koji je jedan od dva hotela na otoku. Drugi, manji hotel je OD-N-Aiwo Hotel. Kupanje na obali je pomalo riskantno zbog jakih morskih struja i visokih valova, te opasnih morskih životinja.

### Kanali
Na Nauruu nema rijeka, nego postoje umjetno izgrađeni kanali. Kanali su:
| - Gabab, kod Yarena (ovdje se nalazi Moqua Cave) - Gadu, kod Denigomodua - Gago (ili Gato) - Gagori, kod Waboe - Ganaba - Ganabereber - Ganama, kod okruga Ewa - Ganara | - Ganeno - Ganiamwe - Ganibawo, kod Boe - Ganiwuro - Ganokwang - Gatoe - Gonge, kod okruga Ewa (ili Onge) - Gonokwoy |

## Kultura

### Ranija kultura
Ranija kultura Naurua temeljila se na dvanaest plemena ili klanova. Nije postojao zajednički vođa ovih plemena. Svako pleme imalo je svoju vlastitu povijest nastajanja. Plemena su se još dijelila i na obitelji, od kojih je svaka imala vlastite znakove. Članovi plemena dijelili su se na četiri klase: Temonibe, Emo, Amenengame i Engame; neposjedničke klase bile su Itsio i Itiora. Pripadnost klasi uvijek se gledala po majci.
Već u to vrijeme naselja su se većinom nalazila uz obalu, samo manji broj naselja nalazilo se uz lagunu Buada. Otočani su živjeli u skupinama od dvije-tri kuće koje su činile gospodarstva; ta gospodarstva zajedno činila su sela. Sveukupno je na otoku postojalo 168 sela. Skup ovih sela činilo je jedno područje, a takvih područja je bilo ukupno 14; danas oni čine okruge Naurua.

### Moderna kultura
Zamjena tradicionalne kulture modernom kulturom pod zapadnjačkim utjecajem, vrlo je zamjetna na otoku. Vrlo malo je ostalo sačuvano od starih običaja i tradicije. Tradicionalne pjesme danas praktički nitko više ne zna, a zamijenila ih je većinom pop-glazba koja se čuje na radiju i televiziji. Radio Nauru pušta u eter i lokalnu narodnu glazbu, ali često čak i starije stanovništvo ne može raspoznati sadržaj ovih pjesama.
Također su i tradicionalna umjetnička i obrtnička zanimanja skoro u potpunosti nestala. U svakodnevnom životu praktički ništa od tradicionalnog nije sačuvano. Za razliku od prijašnjih vremena, stanovništvo danas nosi uobičajenu tropsku odjeću. Od svih zanimanja, najvjerojatnije je očuvan samo tradicionalni način ribolova. Još uvijek se riba često lovi uz pomoć treniranih ptica. Ove ptice su na Nauruu pod posebnom zaštitom.
Ono malo izvorne kulture što je ostalo, slično je ostalim otocima Mikronezije. Najupečatljiviji su glazba i ples, pogotovo ritmičko pjevanje i tradicionalno kolo koji se prakticiraju na svim proslavama i praznicima na Aiue Boulevardu. Poneki obrtnici izrađuju odjeću od lišća, te predmete od kokosovog stabla.
Ceremonija pripremanja i ispijanja kave (Piper methysticum) prije je bila tradicionalni običaj kojeg su mogli prakticirati samo muškarci, a danas je to dopušteno i ženama. Noćni život otoka odvija se većinom u restoranima i kafićima. Jedino kino u državi nalazi se u Aiwu.
Nauruanski jezik može se okarakterizirati kao mješavina jezika susjednih otoka. Nauruanski je i nacionalni jezik, a engleski se široko koristi i razumije; također francuski razumije veliki broj stanovništva. Školovanje je omogućeno od šeste do šesnaeste godine. Između ostalih škole su Kayser College i Nauru College. Za daljnje sveučilišno obrazovanje Nauruanci idu u inozemstvo, obično u Australiju.

### Sport
Nacionalni sport je australski nogomet, a slijede ga dizanje utega, softbol, košarka i tenis. Ostali sportovi koji se prakticiraju u manjoj mjeri su kriket, golf, jedrenje, plivanje i nogomet. Od svih navedenih sportova vlada najviše potiče dizanje utega, jer je to disciplina u kojoj su postignuti najveći međunarodni uspjesi. U manjoj mjeri potiče se i australski nogomet, te golf. U East End Clubu u Menengu nalaze se biljarski stolovi za engleski biljar i snooker.
Među stanovništvom otoka najvažnijim sportom smatra se australski nogomet, kojim se ponajviše zbog nedostatka alternative, bavi veliki broj mlađeg stanovništva. Postoji i nogometna reprezentacija države, ali ona nije primljena u članstvo u OFC-u ni FIFA-i zbog nedostatka profesionalizma i stadiona.
U Nauruu postoji nekoliko sportskih terena. Jedini stadion, Linkbelt Oval, koji se nalazi u Aiwu, ne zadovoljava međunarodne standarde. Veći i moderniji sportski stadion planirao se u Menengu, ali su radovi stali zbog nedostatka sredstava.
Najuspješniji sport je dizanje utega. Osvajanjem zlatne medalje na Igrama Commonwealtha 1990. godine, koju je osvojio Marcus Stephen pokrenuto je osnivanje Nauruškog olimpijskog odbora. Dizačica utega Reanna Solomon također je osvajačica više nagrada u ovoj sportskoj disciplini.
Godine 1992., Marcus Stephen bio je prvi Nauruanac na Olimpijskim igrama u Barceloni. Od 1996. Nauru je službeno predstavljan na Olimpijskim igrama. Prvi sportaši na ovim igrama uz Stephena također su dizači utega Gerard Garabwan i Quincy Detenamo. Angelita Detudamo predstavlja Nauru u tenisu.

### Praznici
Službeni nacionalni praznik je Dan neovisnosti koji je 31. siječnja, Angam Day se također smatra nacionalnim praznikom.
| Datum             | Lokalni naziv    | Hrvatski naziv  | Objašnjenje                                    |
| ----------------- | ---------------- | --------------- | ---------------------------------------------- |
| 1. siječnja       | New Year's Day   | Nova godina     |                                                |
| 31. siječnja      | Independence Day | Dan neovisnosti | Spomendan na neovisnost iz 1968.               |
| ožujak/travanj    | Easter           | Uskrs           |                                                |
| 17. svibnja       | Constitution Day | Dan Ustava      | Spomendan na ustav iz 1968.                    |
| 26. listopada     | Angam Day        | Dan proslave    | Spomendan na dostizanje 1.500 stanovnika otoka |
| 25./ 26. prosinca | Christmas        | Božić           |                                                |

## Vanjske poveznice
- Nauru, Stalna misija pri UN-u
- (engl.)Nauru na CIA World Factbooku  Arhivirana inačica izvorne stranice od 17. rujna 2008. (Wayback Machine)
- (engl.)Nauruski ustav
- (njem.)(fr.)„Nauru,  Arhivirana inačica izvorne stranice od 25. srpnja 2010. (Wayback Machine) (22 minutni video), arte Francuska 2006.
- (njem.)Deutsch-Nauruischen Gesellschaft
- (engl.)CenpacNet Inc., nauruski internet provider
- (engl.)Air Nauru (AN)/Our Airline  Arhivirana inačica izvorne stranice od 10. svibnja 2007. (Wayback Machine)
- (njem.)Vremenska prognoza za Yaren